# Arquidiócesis de San Andrés
La arquidiócesis de San Andrés (en latín: Archidioecesis Sancti Andreae y en inglés: Archdiocese of St Andrews) fue una circunscripción eclesiástica de la Iglesia católica en el Reino Unido. Se trataba de una arquidiócesis latina, sede metropolitana de la provincia eclesiástica de San Andrés. Fue suprimida de hecho en abril de 1571.

## Territorio y organización
La arquidiócesis extendía su jurisdicción sobre los fieles católicos de rito latino residentes en parte del este de Escocia en un territorio que se extendía desde Berwickshire y la frontera angloescocesa hasta Aberdeenshire. Como muchas otras diócesis escocesas, su territorio estaba fragmentado, las parroquias independientes de las diócesis de Aberdeen, Dunblane y Dunkeld dividían la diócesis, mientras que la diócesis de Brechin se encontraba completamente dentro de sus límites.
La sede de la arquidiócesis se encontraba en la ciudad de Saint Andrews, en donde se hallaba la Catedral de San Andrés, construida en 1158 y en junio de 1559, durante la Reforma escocesa, una turba protestante incitada por la predicación de John Knox saqueó la catedral destruyendo el interior del edificio. En 1561 fue abandonada y hoy permanece en ruinas.
La arquidiócesis tenía como sufragáneas a las diócesis de: Aberdeen, Brechin, Caithness, Dunblane, Dunkeld, Moray, de las Orcadas y Ross.

## Historia
El monasterio de San Andrés fue fundado según una lista de reyes pictos durante el reinado de Óengus II, fallecido en 834. Sin embargo, en los Anales de Úlster se registra un obituario de un abad de san Andrés para el año 747, por lo que es posible que la iglesia se fundara durante el reinado de Óengus I, quien gobernaba en esa época. Pronto se convirtió en la sede de un abad-obispo, el más importante de Escocia. El primer obispo conocido es Fothad.
Tras la llegada de su primer arzobispo francés, Thomas de Bayeux, la arquidiócesis de York reivindicaba los obispados escoceses al otro lado del río Forth como sufragáneos, dentro de la jerarquía de la Iglesia latina. Dado que Escocia, al norte del río Forth, nunca había pertenecido al Imperio romano ni a la Inglaterra anglosajona, a la Iglesia de York le resultó difícil presentar pruebas de su pretensión, pero se estableció que Britania contaba con dos arzobispos en la jerarquía latina. En la época de Giric (hacia 1100), considerado arzobispo en las fuentes escocesas, se afirmaba que San Andrés era una «sede apostólica» y la «segunda Roma».
Eadmer, un inglés de Canterbury, fue nombrado obispo de San Andrés por el rey Alejandro I de Escocia en 1120, pero se vio obligado a renunciar a la sede poco después porque Alejandro I no accedió a que el obispado formara parte de la Iglesia inglesa bajo la arquidiócesis de Canterbury. La sede escocesa resistió la presión de York y Canterbury, ejercida a través del papa y el rey inglés. Se presentaron solicitudes al papado para un arzobispado en San Andrés, y aunque estas fracasaron, los obispados escoceses fueron reconocidos como inmediatamente sujetos a la Santa Sede en 1192.
En 1300 la diócesis incluía aproximadamente 232 iglesias parroquiales, divididas en dos arcedianatos y ocho decanatos territoriales:
- arcedianato de San Andrés, con decanatos de Angus, Fife, Fothriff, Gowrie y Mearns;
- arcedianato de Lothian, con decanatos de Haddington, Linlithgow y Merse.

En 1472 las islas Shetland y Orcadas fueron transferidas de Noruega a Escocia y el 17 de agosto de 1472 la diócesis fue elevada al rango de arquidiócesis metropolitana mediante la bula Triumphans Pastor Aeternus del papa Sixto IV con 12 diócesis sufragáneas, incluyendo a la diócesis de las Orcadas transferida desde la arquidiócesis de Nidaros.
En 1492 la diócesis de Glasgow se convirtió en arquidiócesis, pasando a ser sus sufragáneas las diócesis de Dunkeld, Dunblane, Argyll y Galloway. En pocas décadas, Dunkeld y Dunblane volvieron a estar bajo la jurisdicción metropolitana de San Andrés, aunque la diócesis de las Islas se transfirió posteriormente a Glasgow.

### Reforma protestante
El último arzobispo católico de San Andrés fue John Hamilton, quien murió en 1571. Le sucedió John Douglas, quien rompió la comunión con la Santa Sede y estableció la sucesión de obispos de la Iglesia episcopal escocesa. La arquidiócesis episcopal de San Andrés fue suprimida en 1688, cuando la revolución de Guillermo III de Inglaterra transformó la Iglesia oficial de Escocia (la única plenamente legal) a presbiteriana-calvinista (pero continuó en la prohibida Iglesia episcopal escocesa, defendiendo al depuesto Estuardo).
La prefectura apostólica de Escocia fue erigida por el papa Inocencio X el 13 de octubre de 1653 y la arquidiócesis con el nombre de San Andrés y Edimburgo fue restaurada el 4 de marzo de 1878 mediante la bula Ex supremo Apostolatus del papa León XIII.

## Episcopologio
- Fothad I †
- Cellach I †
- Máel Ísu I †
- Cellach II †
- Máel Muire †
- Máel Ísu II †
- Ailín †
- Máel Dúin †
- Túathal †
- Fothad II †
- Gregory (o Giric) †
- Cathróe †
- Turgot † (1109-31 de marzo de 1115 falleció)
- Eadmer † (1117 o 1120 electo)
- Robert † (1122-1159 falleció)
- Ernald † (1160-septiembre de 1162 falleció)
- Richard the Chaplain † (1163-5 de mayo de 1175 falleció)
- Hugh † (1178-4 de agosto de 1188 falleció)
- Roger de Beaumont † (1189-7 de julio de 1202 falleció)
- William de Malvoisin, O.F.M. † (1202-1238 falleció)
- David de Bernham † (1239-mayo de 1253 falleció)
- Abel de Gullane † (20 de febrero de 1254-1254 falleció)
- Gamelin † (1 de julio de 1255-1271 falleció)
- William Wishart † (15 de mayo de 1273-28 de mayo de 1279 falleció)
- William Fraser † (21 de mayo de 1280-20 de agosto de 1297 falleció)
- William de Lamberton † (17 de junio de 1298-1328 falleció)
- James Bane † (1 de agosto de 1328-22 de septiembre de 1332 falleció)
  - Sede vacante (1332-1342)
- William de Landallis † (18 de febrero de 1342-15 de octubre de 1385 falleció)
- Walter Trail † (29 de noviembre de 1385-1401 falleció)
- Henry Wardlaw † (10 de septiembre de 1403-9 de abril de 1440 falleció)
- James Kennedy † (28 de mayo de 1440-10 de mayo de 1465 falleció)
- Patrick Graham † (15 de diciembre de 1465-1476 elevado a arzobispo en 1472, luego depuesto)
- William Scheves † (13 de septiembre de 1476-28 de enero de 1497 falleció)
- James Stewart † (20 de septiembre de 1497-17 de enero de 1504 falleció)
- Alexander Stewart † (10 de mayo de 1504-9 de septiembre de 1513 falleció)
  - Innocenzo Cybo † (13 de octubre de 1513-1514 renunció) (administrador apostólico)
- Andrew Forman † (13 de noviembre de 1514-1522 falleció)
- James Beaton † (10 de octubre de 1522-1539 falleció)
- David Beaton † (1539 por sucesión-29 de mayo de 1546 falleció)
- John Hamilton † (28 de noviembre de 1547-abril de 1571 falleció)[nota 2]